# Gallustag
Der Gallustag (auch Sankt-Gallen-Tag oder Gallentag) ist der 16. Oktober.
Der Gallustag ist ein Festtag zu Ehren des irischen Mönches Gallus, der 612/613 in einer Einöde die Galluszelle gründete, aus der sich die Abtei St. Gallen und die Stadt St. Gallen entwickeln konnten. Er starb am 16. Oktober 620 oder 640.

## Feiertag
Am 16. Oktober werden die Kirchweihfeste in den Galluskirchen begangen; in Königstädten wird um den Gallustag die Kinsteerer Kerb gefeiert, genauso wie in Hergershausen (Babenhausen) um den Gallustag die Hergershäuser Kerb gefeiert wird, in Gronau (Bensheim) wird um den Gallustag die Gruneme Kerb gefeiert, in Leer (Ostfriesland) feiert man an diesem Namenstag den Gallimarkt, in Grünberg (Hessen) den Gallusmarkt und in Mainburg in der Hallertau findet am zweiten Wochenende im Oktober der Gallimarkt statt. In Kriens bei Luzern ist der Gallustag ein örtlicher Feiertag.
Im Bistum St. Gallen wird der Gallustag als Festtag begangen, in St. Gallen mit Pontifikalamt. Im praktisch deckungsgleichen Kanton St. Gallen wurde im Oktober 2012 der Kantonsregierung eine einfache Anfrage eingereicht, ob der Feiertag auf kantonaler Ebene wieder eingeführt werden könnte. Die OLMA Schweizer Messe für Landwirtschaft und Ernährung beginnt jedes Jahr am Donnerstag vor dem «Gallentag», sodass der Festtag immer in der Zeitspanne dieser Messe liegt.

## Bauernregel
Als Bauernregel für den Gallustag gilt:
- „Wenn am Gallus Regen fällt, er bis Weihnachten anhält. Ist an Gallus aber trocken, folgt ein Sommer nasser Socken.“
- „Auf Sankt Gallustag nichts mehr draußen bleiben mag.“